# SS Prinz Hohenlohe
Брод Принц Хоенлое саграђен је исте године и у истом бродоградилишту као и сестрински брод СС Барон Гауч. Поринут је 30. априла 1908. године и могао је примити 87 путника прве класе, 40 путника друге класе и 150 путника треће класе, а о њему су се бринула 42 члана посаде.

## Принц Хоенлое са својим сестринском бродом Барон Гауч
Бродар је са два брза брода с парним стројем на нафтни погон, која покрећу три пропелера, одлуичио преузети превласт на дужобалној брзој линији Трст-Котор. Принц Хоенлое пловио је са СС Бароном Гаучом на тој линји, а 1913. године укључио се и брод Барон Брук (Будући СС Палатино), сличне носивости, саграђен у тршћанском бродоградилишту према нацртима два сестринска брода, али имао је два пропелера.

## Први светски рат
Почетком Првог светског рата Принц Хоенлое био је предвиђен за превоз војника у Далмцију. 1915. године заједно са многим другим бродовима, био је смештен у заштићено средиште Прокљанског језера. То седиште на ушћу реке Крке крај шибеник био је највећи Сабирни центар бродова и идеално природно скровиште јер због цуженја Св. Анте и добро брањене Шибенске луке у заливу нису могли упловити ратни бродови. Почетком рата бродари су у ту сврху употребљавали и средишта Новоградском заливу, Бакру, Ријец и Трсту. Брод Принц Хоенлое није био ниједанпут употребљен у војне сврхе и цели рат је остао усидрен у том Шибенском заливу, као и Аустро-Амерички прекоокеански брод Кaiser Franz Joseph I. Брод Принц Хоенлое био је последњи брод с којим се на својој кобој пловидби сусрео са несрећним Бароном Гауч. Наиме, након несреће капетан брода Принц Хоенлое изјавио је у Трсту да га је видео близу Лошиња.

## Принц Хоенлое преименован у Фриулу и припадао Тршћанском Лојду
Након завршетка Првог светског рата брод Принц Хоенлое 1919. године припао је Краљевини Италији, а 1921. додељен је компанији Тршћански Лојд (Lloyd Triestino), која га је преименовала у Фриули (Friuli). Неколико пута пловио је са Енглеским туристама по Јадранском мору: једном приликом, 1926. године, превезао их је до Дубровника, а годину дана касније чланови Енглеског клуба Хеленик Тревлс њиме су посетили Сплит и Дубровник. Јадранским морем је пловио све до 1929. године када је продан Филипинском бродару, који га је преименовао у Негрос (Negros). Дана 16. августа 1939. године брод је изрезан у старо гвожђе.